# Belluno (província)
A província de Belluno é uma província italiana da região do Vêneto com cerca de 209 550 habitantes, densidade de 57 hab/km². Está dividida em 69 comunas, sendo a capital Belluno.
Faz fronteira a norte com a Áustria (Tirol e Caríntia), a este com a região do Friul-Veneza Júlia (província de Údine e província de Pordenone), a sul com a província de Treviso e com a província de Vicenza e a oeste com a região do Trentino-Alto Ádige (província de Trento e província de Bolzano).
Terras altas, onde ficam as famosas dolomitas.